# Emoia loyaltiensis
Espèce
Synonymes
- Lygosoma samoense loyaltiensis Roux, 1913

Statut de conservation UICN

 VU B1ab(i,ii,iii,iv,v)+2ab(i,ii,iii,iv,v) : Vulnérable
Emoia loyaltiensis est une espèce de sauriens de la famille des Scincidae.

## Répartition
Cette espèce est endémique des îles Loyauté en Nouvelle-Calédonie.

## Étymologie
Son nom d'espèce, composé de loyalti et du suffixe latin -ensis, « qui vit dans, qui habite », lui a été donné en référence au lieu de sa découverte : les îles Loyauté.

## Publication originale
- Roux, 1913 : Les reptiles de la Nouvelle-Calédonie et des îles Loyalty in Sarasin & Roux, 1913 : Nova Caledonia, Recherches scientifiques en Nouvelle-Calédonie et aux Iles Loyalty. Zoologie, C.W. Kreidel’s Verlag, Wiesbaden, vol. 1, p. 79-160 (texte intégral).